# 耶律休哥
耶律休哥（やりつ きゅうか、生年不詳 - 統和16年12月1日（998年12月22日））は、遼（契丹）の軍人・将軍。字は遜寧。穆宗の時代より頭角を現し、景宗・聖宗に仕えた。対宋戦で活躍し、名将として知られる。于越、南京留守を務め、宋国王に封じられた。

## 経歴
父は南院夷離菫の耶律綰思。
応暦15年（965年）、烏古・室韋が反乱を起こすと、蕭幹の討伐軍に加わった。
乾亨元年（979年）、宋が燕雲十六州に侵攻すると耶律奚低や蕭討古がこれに敗れたため、休哥は命を受け出陣し、高梁河の戦いでは耶律斜軫と兵を左右に分けて宋の太宗の軍を撃破した。
同年の冬、韓匡嗣と耶律沙が宋を攻撃すると、休哥は彼らの元で戦った。宋が降伏を願い出てくると、休哥は偽りの降伏を疑い進言したが、韓匡嗣はこの進言を退けた。休哥の予想通り韓匡嗣が奇襲に敗れ逃走すると、休哥は遺棄された兵器を回収し、自軍を整然と撤退させた（満城の戦い）。この年、北院大王に任じられる。
乾亨2年（980年）、景宗の親征に従い、瓦橋関で宋を敗り、莫州まで追撃した（瓦橋関の戦い）。この戦いの後、于越となる。
聖宗が即位すると、承天皇太后（睿智蕭皇后）が称制となり、休哥を南京留守とし南面軍務を統括させた。
統和4年（986年）、宋の太宗が再び侵攻してくると、雄州・易州に進出してきた曹彬・米信らと対決した。休哥は援軍が到着するまでの間ゲリラ戦を展開し宋軍を疲弊させ、太后の軍が到着すると宋軍を大敗させた（岐溝関の戦い）。この戦いの後、宋国王に封じられた。
その冬、聖宗と太后が南征すると休哥は先鋒を務め、劉廷譲らが率いる宋軍を破った（君子館の戦い）。
統和7年（989年）には、宋の将の尹継倫に敗れ負傷した（徐河の戦い）。
『遼史』では、休哥は知略に優れ勝利を重ね、宋ではたいへん恐れられたが、罪のない人を殺すことがなく、また戦禍で疲弊した民を案じて税を軽くし、孤児や寡婦を助け、国境地帯の安全を守ったと記されている。
統和16年12月丙戌（998年12月22日）、死去。

## 伝記資料
- （中国語）『遼史 巻83 列伝第13 耶律休哥伝』。ウィキソースより閲覧。